# Linnavuoriessa microptera
Linnavuoriessa microptera – gatunek pluskwiaka z podrzędu różnoskrzydłych i rodziny korowcowatych, jedyny z monotypowego rodzaju Linnavuoriessa. Endemit Kenii.

## Taksonomia
Gatunek i rodzaj opisane zostały po raz pierwszy w 2016 roku przez Ernsta Heissa i Petra Baňařa na łamach „Entomologica Americana”. Jako lokalizację typową wskazano Kirimiri Forest koło Ruriyenje w kenijskim hrabstwie Embu. Nazwę rodzajową nadano na cześć hemipterologa Rauno E. Linnavuoriego, zaś epitet gatunkowy oznacza po łacinie „drobnoskrzydła”.

## Morfologia
Pluskwiak o owalnym w zarysie, rozszerzonym w tyle ciele długości 5,6 mm, ubarwionym głównie rudobrązowo.
Szersza niż dłuższa, ziarenkowana i pomarszczona głowa ma tak długi jak płaty czułkowe nadustek i kanciasto ku tyłowi wyciągnięte płaty pozaoczne. Smukłe, czteroczłonowe, rudobrązowe z żółtawym trzecim członem czułki mają pierwszy człon najgrubszy, drugi najkrótszy, trzeci najdłuższy, a czwarty wrzecionowaty. Krótsza niż głowa, żółtawa kłujka osadzona jest w szczeliniastym przedsionku.
2,7 raza szersze niż dłuższe, nieregularnie pomarszczone, rudobrązowe z żółtawymi bokami przedplecze ma zaokrąglone i wystające ku przodowi kąty przednie, zaokrąglone i ku nim zbieżne brzegi boczne oraz niemal prostą krawędź tylną. Owad mikropteryczny – skrzydła mają postać żółtawych, prawie prostokątnych zawiązków o ziarenkowanej powierzchni. Tarczka jest trójkątna. Zaplecze ma postać dwóch prawie trójkątnych sklerytów po bokach tarczki, zrośniętych z mediotergitami dwóch pierwszych segmentów odwłoka. Przedpiersie jest pośrodku opatrzone odwrotnie T-kształtnym żeberkiem. Śródpiersie i zapiersie zrośnięte są z mediosternitami drugim i trzecim. Odnóża są smukłe, rudobrązowe z żółtawymi biodrami, krętarzami i goleniami.
Odwłok jest rudobrązowy z dużymi, żółtawymi plamami przy brzegach dorsolaterotergitów segmentów od drugiego go siódmego. Boczne części tergitów oraz dorsolaterotergity segmentów od drugiego go siódmego są rowkowane. Segmenty od drugiego do piątego mają przetchlinki umieszczone brzusznie, szósty sublateralnie, a siódmy i ósmy bocznie.

## Rozprzestrzenienie
Owad afrotropikalny, znany wyłącznie z lokalizacji typowej w Kenii. Odnaleziony na wysokości 1500 m n.p.m.